# 폴리나 에드먼즈
폴리나 에드먼즈(Polina Edmunds, 1998년 5월 18일~)는 미국의 여자 피겨 스케이팅 선수이다. 태어난지 20개월 만에 스케이트를 시작했고, 2살 무렵 본격적인 스케이트 레슨을 받기 시작했다. 그녀의 어머니는 러시아 출신의 피겨스케이트 코치다. 2013년 미국 피겨 선수권 대회 주니어 클래스에서 우승을 차지했으며, 2014년 소치 올림픽 미국 국가대표로 참가해 여자 종합 9위를 기록했다.